# Amelio Robles Ávila
Amelio Robles Ávila (3 de noviembre de 1889, Xochipala, Guerrero – 9 de diciembre de 1984, Xochipala, Guerrero) fue un coronel mexicano que participó en la Revolución mexicana. Se considera que fue la primera persona transgénero en México cuyo cambio de género fue reconocido institucionalmente.

## Biografía
Robles fue hijo, junto con Teódulo y Prisca, de Casimiro Robles y de Josefa Ávila. Su padre era propietario de varios terrenos y de una fábrica de mezcal, y ejerció de ayudante del comisario de la zona durante algún tiempo. Su padre murió cuando él tenía 3 años y su madre se volvió a casar con Jesús Martínez, un trabajador que se dedicaba al ganado, con quien tuvo tres hijos más: Luis, Concepción y Jesús. En su infancia, Robles fue educado en la religión católica y formó parte de la Sociedad de las Hijas de María de la Medalla Milagrosa. Desde pequeño mostró afición por actividades que en aquella época no eran practicadas habitualmente por niñas, y aprendió a montar y domar caballos, así como a manejar armas.
Puede que su acercamiento a la Revolución mexicana estuviera relacionado con problemas en el seno familiar. Fue tesorero en un club maderista en Xochipala en 1911, dando inicio así a su participación en actividades revolucionarias. En 1912, se unió a la lucha armada cuando el general Juan Andreu Almazán pasó por Xochipala, estando presente en la toma de Iguala, el 14 de mayo de 1911. Entre agosto y noviembre de 1911, fue enviado al golfo de México en una comisión con el fin de obtener dinero de las empresas petroleras para la causa revolucionaria. Desde 1913 hasta noviembre de 1918, año en que entregó las armas, Robles participó en las filas zapatistas bajo el mando de los principales jefes revolucionarios del estado, como Jesús H. Salgado, Heliodoro Castillo y Encarnación Díaz.

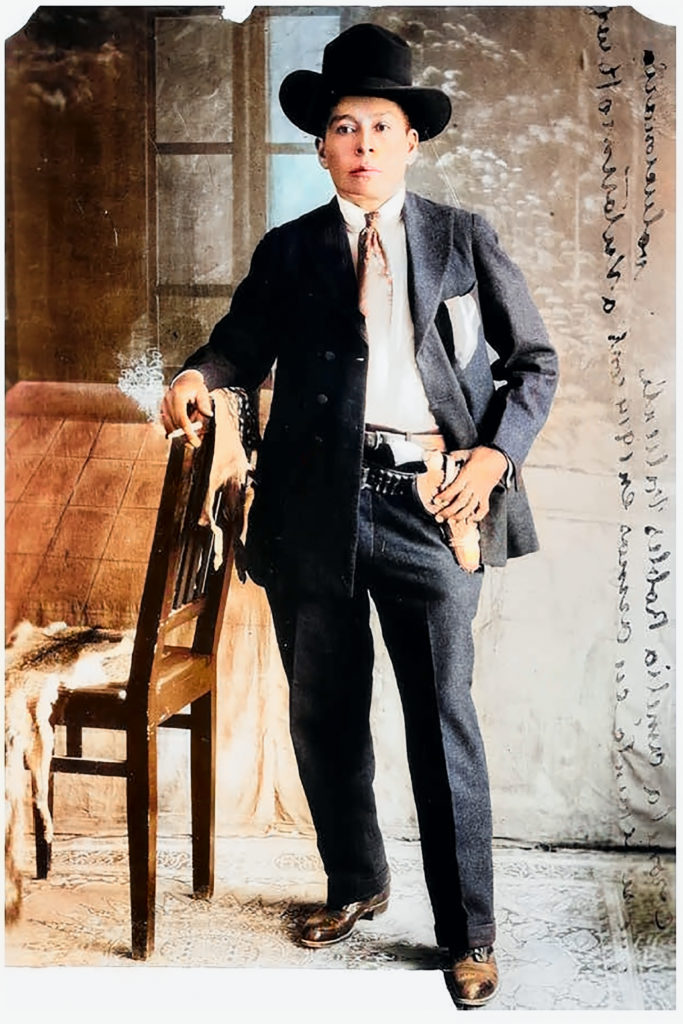
Foto colorizada digitalmente de Amelio Robles.

En 1924, apoyó al general Álvaro Obregón, contra la rebelión delahuertista, y bajo el mando del general Adrián Castrejón Castrejón, participó en la batalla de la Hacienda de Pozuelos, donde falleció el general delahuertista Marcial Cavazos y Robles resultó herido. A partir de ese momento, tomó la determinación de adoptar una nueva identidad y asumió el nombre de Amelio, "el coronel Robles", vistiendo siempre de forma masculina y mostrando apertura en cuanto a su identidad sexual. En su expediente personal en los archivos militares consta como hombre, a través de un acta de nacimiento falsa proporcionada por el mismo Amelio. Era de dominio público que nació mujer, pero en el ejército estuvo registrado como hombre. Fue en esa época y en Apipilulco (Guerrero) cuando conoció a Ángela Torres, su pareja con la que crio a su única hija adoptiva Regula Robles Torres.

En 1970 se le otorgó la condecoración como veterano de la Revolución mexicana y Legionario de Honor del Ejército Mexicano. En 1973, recibió la condecoración al Mérito revolucionario. Su personalidad hizo que se le dedicaran varios corridos, unos versos que sobreviven fueron escritos por su sobrino Simón Ramírez Martínez, hijo de su hermanastra Concepción:
"Su nombre fue Amelio Robles, coronel consagrado, no olviden de su nombre, llévenle un ramo de flores a su tumba abandonada."
 Vivió como hombre durante 70 de los 94 años que estuvo vivo, siendo considerado la primera persona transgénero en México cuya identidad de género fue reconocida institucionalmente. Murió el 9 de diciembre de 1984 a la edad de 95 años.

## El coronel transgénero

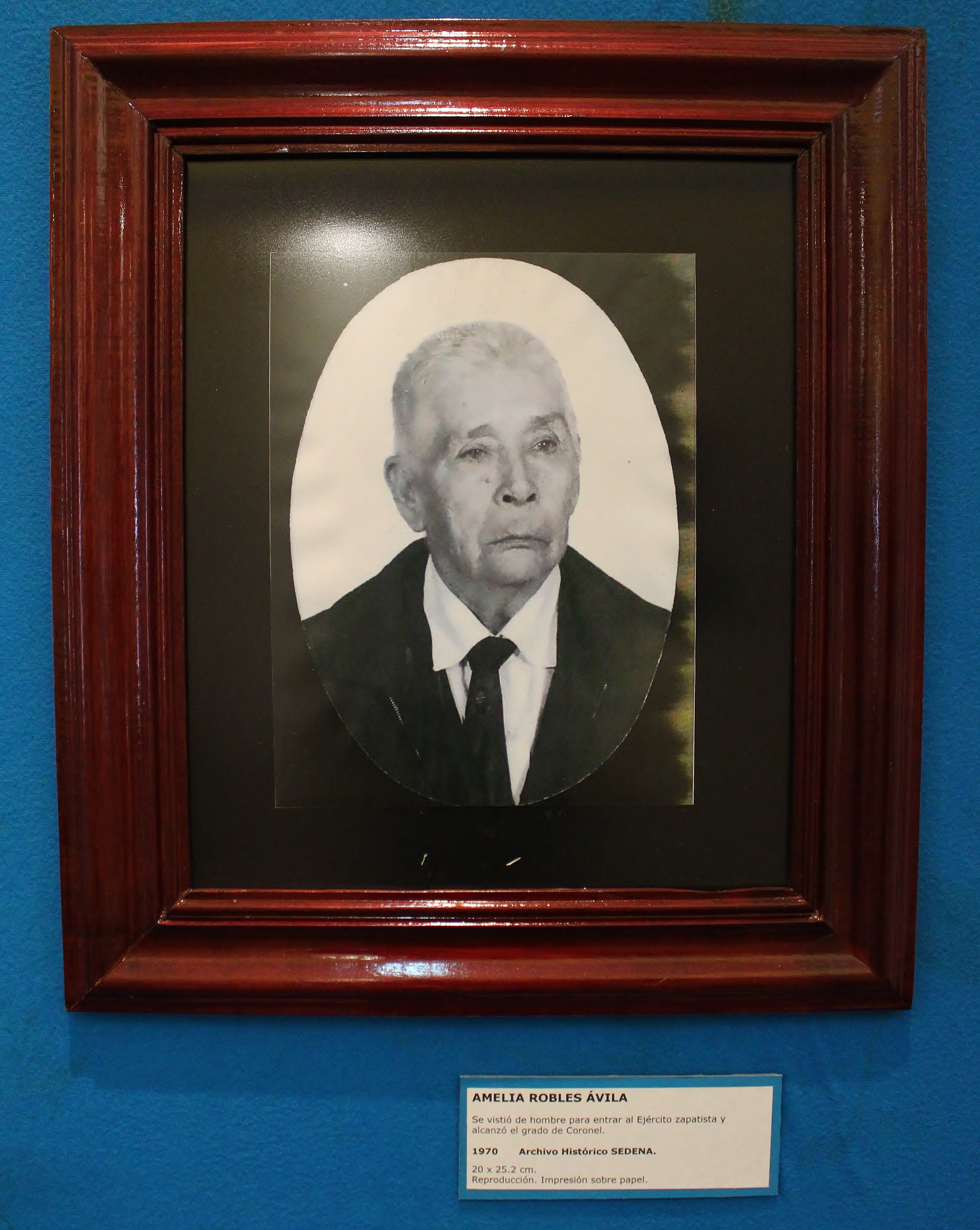
Fotografía que Amelio Robles Ávila uso para sus tramites ante el Ejercito Mexicano, exhibida en el Museo de la Caballería de la SEDENA. Nótese que lo nombran como Amelia.

Nacida inicialmente con sexo femenino bajo el nombre de Amelia en 1889, se tiene noticia de que a partir de su integración al movimiento armado de la revolución, a los 24 años, decidió adoptar una postura masculina.
Se considera que, a diferencia de otras revolucionarias, Amelio no lo hizo para protegerse de las violaciones de las tropas, sino porque realmente se consideraba del sexo/género masculino. Prueba de ello es que al terminar la revolución, continuó actuando como varón utilizando pistola enfundada, pantalón, chamarra, sombrero y camisa típica de la comunidad de Xochipala, donde vivió hasta su muerte. Se tiene noticia que él vivía en Xochipala, Guerrero al lado de su esposa Guadalupe Barrón. También contrajo nupcias con Ángela Torres con quien adoptó una hija.
En 1948 acudió ante el médico Pedro Peña para dar constancia de las 6 heridas de bala incluyendo una en el muslo con el fin de tener un documento que lo acreditara como veterano. Pedro Peña anotó en el certificado su sexo como masculino.
Don Amelio logró obtener así un acta de nacimiento apócrifa que lo acreditaba como Amelio Malaquías Robles Ávila, misma que entregó junto con la certificación de heridas de guerra ante la SEDENA en 1955 para iniciar su reconocimiento como veterano de la revolución.
Aunque en el ejército zapatista había alcanzado el grado de coronel, la SEDENA solo le concedió el título de veterano, razón por la cual el trámite se extendió hasta concluir en 1974, pese a que en 1970 ya se le había dado un reconocimiento. Era veterano (con sexo masculino). Esto permitiría que fuese denominado como la primer persona transgénero en ser reconocida por una institución del estado. 

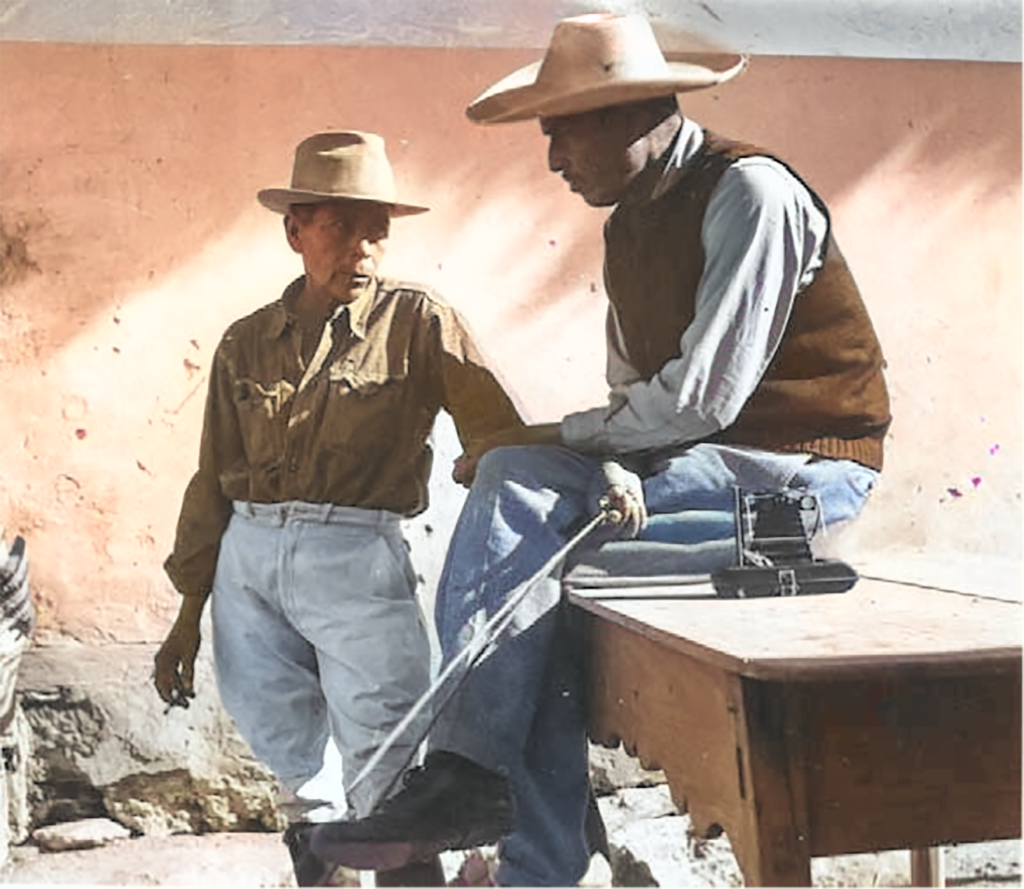
Amelio Robles y Esteban Estrada fotografiados en Guerrero por Gertrude Duby en 1942.

De regreso a Xochipala, un grupo de hombres intentó asaltarlo para revelar su sexualidad, por lo que sacó su pistola y mató a dos de ellos. Tras el suceso, fue procesado en Chilpancingo y trasladado al departamento de mujeres. A partir de entonces, las instituciones mexicanas tendrían un conflicto con su reconocimiento. La periodista feminista Gertrude Derby intentó entrevistarle para su libro de mujeres revolucionarias sin aceptarle tampoco como hombre.
Al fallecer en 1984, se rumoró que lo habían vestido de mujer. Aunque no está comprobado, en su epitafio se lee "Aquí yace la coronela zapatista". Sin embargo fue la primera persona en obtener un documento oficial que lo reconoció con un sexo diferente al que tuvo al nacer.